# Jörg Schild

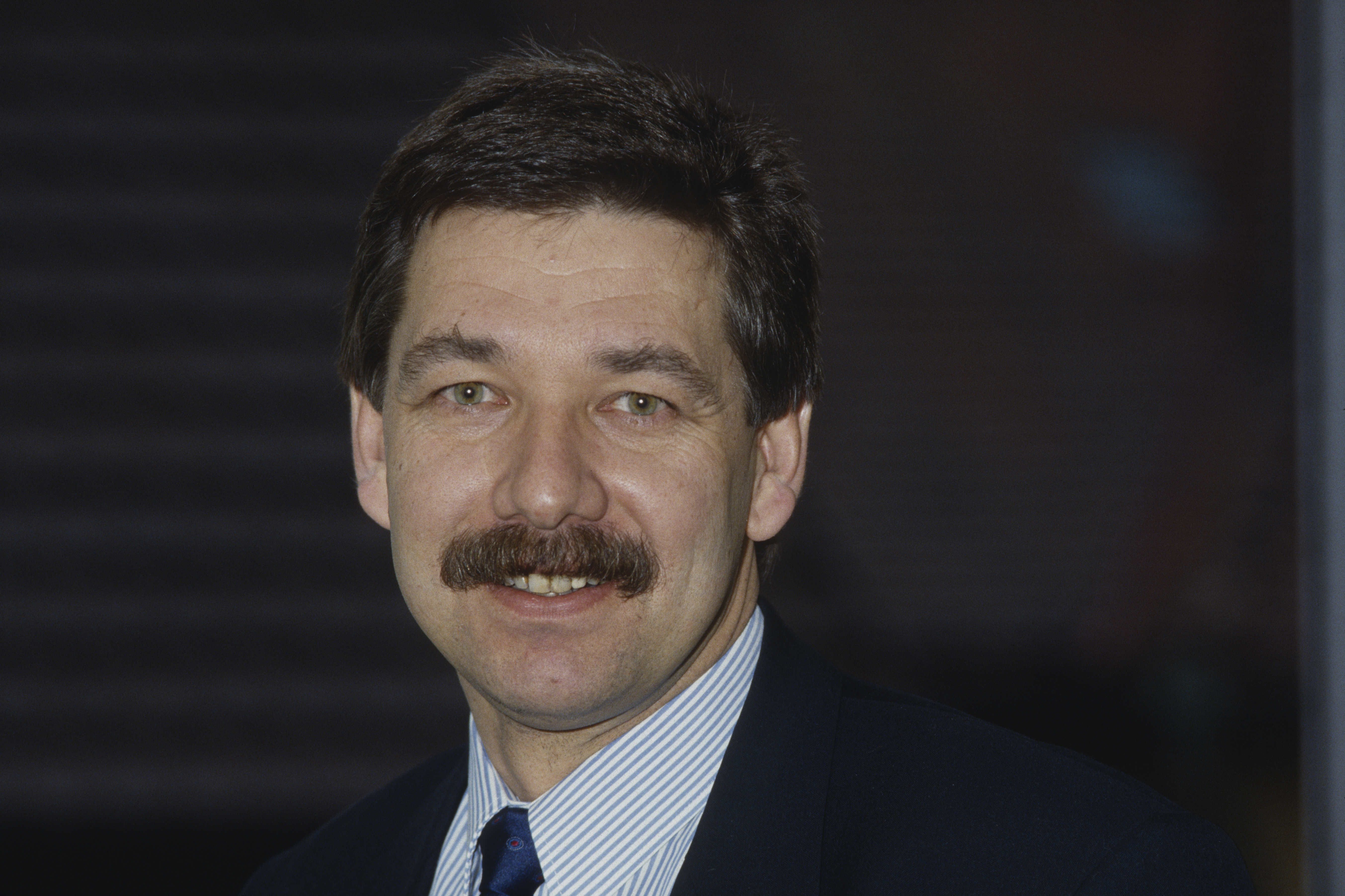
Jörg Schild (1992)

Jörg Schild (* 31. März 1946 in Basel) ist ein Schweizer Politiker (FDP) und war von 1992 bis 2006 Regierungsrat des Kantons Basel-Stadt. Von den Baslern wird er oft «Jögge» genannt.

## Leben
Schild besuchte in Basel und Liestal die Schulen, bevor er 1975 ein Studium der Jurisprudenz an der Universität Basel abschloss. Von 1976 bis 1979 arbeitete er als Praktikant und Gerichtsschreiber bei verschiedenen Ämtern. Er war von 1979 bis 1989 als Staatsanwalt in Basel, ab 1982 als Chef des Betäubungsmitteldezernat tätig. Von 1989 bis zu seiner Wahl als Regierungsrat (1992) war er Chef der Zentraldienste der Bundesanwaltschaft in Bern. Jörg Schild galt als Hardliner.
Am 15. Mai 1992 wurde Schild Regierungsrat und Vorsteher des Justizdepartements. Genau zwei Jahre später wechselte er ins Polizei- und Militärdepartement (PMD). Seinem Ruf als Hardliner folgte er nicht; er war eher ein kompromissbereiter und beliebter Politiker. Bekannt wurde Schild für seine Drogenpolitik, welche über die Kantonsgrenzen hinaus grosse Beachtung fand. 1994 und 1995 war Schild dann auch Präsident der Expertenkommission des Bundesrates für die Revision des Betäubungsmittelgesetzes. Von 1998 bis 2004 war er Präsident der Konferenz kantonaler Justiz- und Polizeidirektoren und von 2000 bis 2005 Präsident der Sport-Toto Gesellschaft. 1995 und 2004 war Schild Regierungsratspräsident des Kantons.
Legendär waren auch seine Reden bei der Militärdienstentlassung, welche ihm als Vorsteher der kantonalen Militärbehörde vorbehalten waren. Die Militärdienstentlassung findet jahrgangweise jeweils im Dezember statt und wird oft als «grüne Fasnacht» bezeichnet. In einer Büttenrede nahm Schild dabei das Geschehen und insbesondere seine politischen Gegner aufs Korn.
Im November 2005 wurde Schild zum Präsidenten der Swiss Olympic Association gewählt. Schild gab danach seinen Rücktritt aus der Basler Regierung per 31. März 2006 bekannt. Er sagte, man solle aufhören solange es noch die eine oder andere Person gibt, die es schade finden. Sein Nachfolger im Regierungsrat war Hanspeter Gass.
In jungen Jahren war Schild aktiver Handballspieler und Mitglied der Nationalmannschaft, zudem ist er seit jungen Jahren aktiver Fasnächtler und Mitglied der Wettstai-Clique, die er auch während 10 Jahren präsidierte.